# Protectorado del Sarre
El Protectorado del Sarre (en alemán: Saarprotektorat; en francés: Protectorat de Sarre) fue un territorio de Alemania que estuvo bajo control francés entre los años 1947 a 1956, y que corresponde al actual estado federado alemán del Sarre.

## Historia

### Antecedentes: Primer periodo de Protectorado
Según el Tratado de Versalles de 1919, el Sarre quedaba bajo gobierno de la Sociedad de Naciones administrado por Francia, durante un periodo de 15 años a contar desde 1920, como compensación de las pérdidas sufridas por el país galo durante la guerra. Tras los 15 años, se realiza un referéndum sobre el futuro de la región, donde la opción de la vuelta a Alemania obtiene el 90 % del escrutinio, pasando a formar parte de la Alemania nazi.

### Segundo periodo de Protectorado
Tras la Segunda Guerra Mundial, Sarre vuelve a dominio francés después de su ocupación por mandato de Naciones Unidas. Celebradas las primeras elecciones tras la guerra en 1947, el parlamento del Sarre vota la unión a Francia bajo la figura de un protectorado, con el nombre de «Unión Económica entre Francia y el Sarre».
En 1954, Francia y Alemania acuerdan en París el establecimiento de un estatuto para el Sarre, definiendo la región como territorio europeo, con vistas a la posibilidad de albergar la capital de las diferentes comunidades europeas que acabarían derivando en la actual UE.
Aprobado el estatuto por el parlamento, el estatuto es votado en referéndum, ganando la opción del no, pese al apoyo del canciller alemán Konrad Adenauer. Debido al fracaso de la negativa del estatuto, el primer ministro francés Guy Mollet y Adenauer acuerdan en Luxemburgo que Sarre vuelva a formar parte de Alemania, lo que sucede el 1 de enero de 1957.

## Deportes
El protectorado del Sarre participó en los Juegos Olímpicos de Helsinki, y el equipo nacional de fútbol llegó a tomar parte en las eliminatorias para la Copa Mundial de 1954, teniendo que enfrentarse a la Alemania Occidental, pero no se clasificó. Tras la incorporación a Alemania, sus combinados deportivos se incluyeron dentro del conjunto alemán.